# ويليام تايلور (كاتب)
ويليام تايلور (بالإنجليزية: William Taylor)‏ هو كاتب للأطفال وكاتب نيوزلندي، ولد في 11 أكتوبر 1938 في لور هوت في نيوزيلندا، وتوفي في 3 أكتوبر 2015 في Taumarunui ‏ في نيوزيلندا.